# Galileo (navigációs rendszer)
A Galileo műholdas navigációs és helyzetmeghatározó rendszert az Európai Unió és az Európai Űrügynökség működteti. Ez az amerikai építésű GPS (Global Positioning System) európai megfelelője. A 20 milliárd euróra becsült projektet Galileo Galilei olasz csillagászról nevezték el. A Galileo rendszer egyik célja, hogy az európai országok számára olyan nagy pontosságú helyzetmeghatározó rendszert hozzon létre, amely független az amerikai GPS és az orosz GLONASZSZ rendszerektől, melyeknek kereskedelmi használatát háborús konfliktus esetén felfüggeszthetik, mivel katonai felügyelet alatt állnak. A rendszer 2016. december 15-én kezdte meg működését 18 műholddal, és 2020-ra várható a teljes kiépítettség, illetve globális elérés, 24 műholddal, amik már folyamatos lefedettséget fognak biztosítani.
A rendszer egy „kutatás és mentés” funkciót is megvalósít, ami a megfelelő adóberendezéssel ellátva riasztást tud küldeni a rendszerbe, ez 10 percen belül észlelhető és az adó helyzete 5 km-en belül lokalizálható.
A széles nyilvánosság számára 17 cég gyárt a Galileo vételére alkalmas áramköröket, amiket okostelefonokban és autós navigációs berendezésekben alkalmaznak (a 17 cég ezzel a piac 95%-át lefedi).

## Elvi működése
A Galileo a műholdas navigációs rendszereknél megszokott elven alapul: a műholdak egy rendkívül pontos időjelet biztosítanak a vevőkészülékek számára (1 milliárdod másodperc pontossággal). Ez nagyjából 1 méteres pontosságú földrajzi helyzetmeghatározást tesz lehetővé. Ennek eléréséhez minimálisan négy műhold láthatósága szükséges. A rendszer teljes kiépítéséig ez nem lesz 24 órán keresztül folyamatosan elérhető, de a pontosság „romlása” az átlagfelhasználó számára nem érzékelhető.
A műholdak a pontos idő biztosításához a földi atomóra-hálózathoz szinkronizált saját atomórájukat használják.

## Műholdak
A Galileo rendszer legfontosabb eleme egy 30 műholdból álló hálózat lesz, melyeket Szojuz rakétákkal indítanak a Guyana Űrközpontból. Ezek közepes (kb. 23 ezer km-es) felszín feletti magasságú, 56°-os hajlásszögű körpályákon keringenek, három különböző pályasíkba rendezve. A majdani teljes konstelláció a Föld legnagyobb részén, minden időben elegendő műholdat biztosít a horizont felett ahhoz, hogy a rádiójeleket venni és feldolgozni képes berendezések ezek alapján meghatározzák a vevő pontos helyét és sebességét.

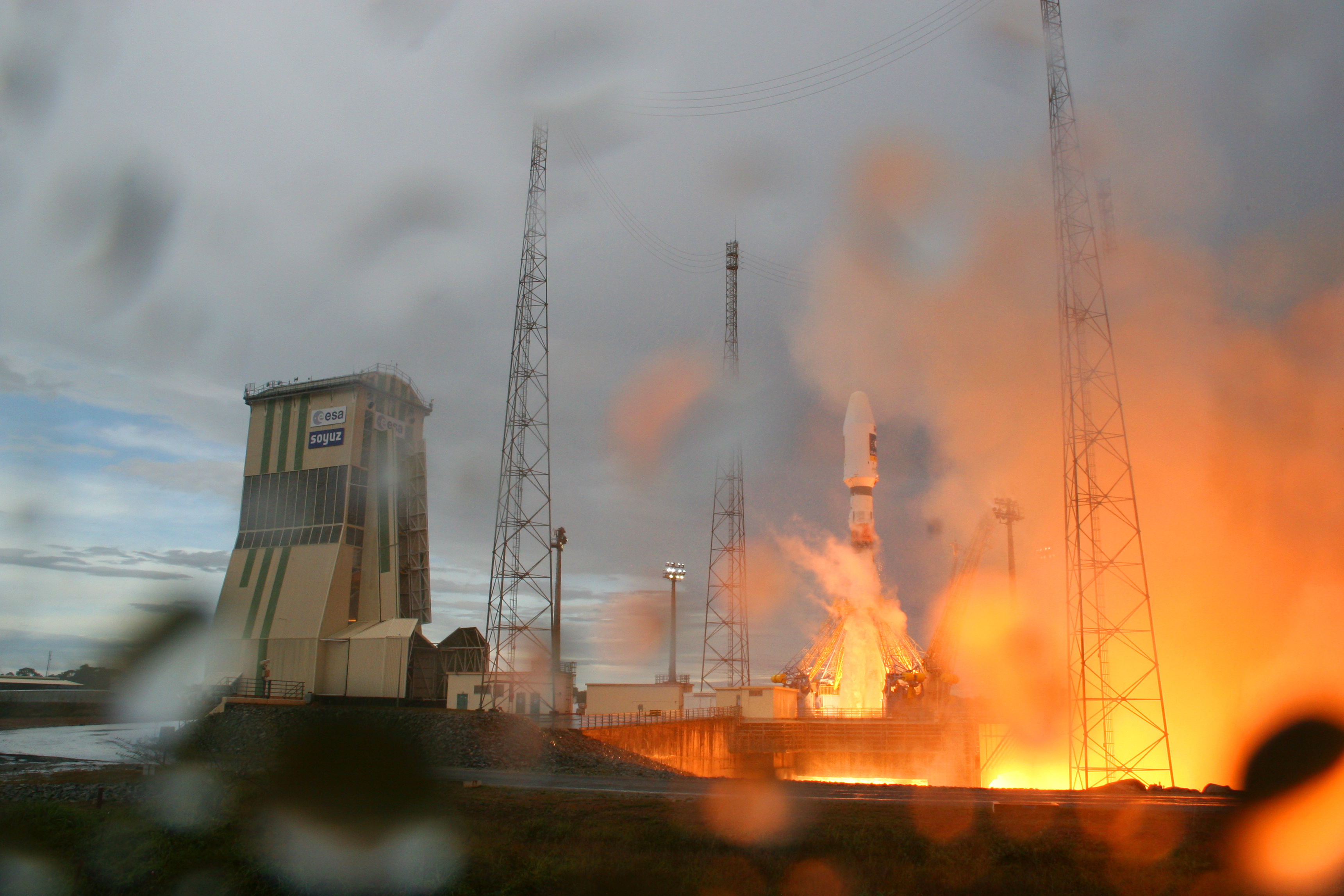
Az első két Galileo műhold indítása 2011. október 21-én

Az első tesztműhold, a GIOVE–A 2005. december 28-án indult Bajkonuri űrrepülőtérről. Segítségével az ESA szakemberei sikeresen tesztelték a fedélzeti műszereket és a földi vevőberendezéseket. A második műhold, a GIOVE–B 2008. április 27-én indult. Fedélzetén volt a legpontosabb atomóra (hidrogén mézer), amely addig a világűrbe került.
A Galileo rendszer első két műholdja egy kipróbálási fázis (In-Orbit Validation, IOV) részeként 2011. október 21-én indult. Ez volt egyúttal az orosz Szojuz hordozórakéta első indítása Kourouból. Ezek már részei lesznek a végleges műholdkonstellációnak is, nem úgy, mint a korábbi GIOVE-A és GIOVE-B.
Az első, már nem teszt célokat szolgáló műholdakat, az ún. FOC (Full Operational Capability) eszközöket Szojuz hordozórakétával indították a világűrbe, közepes (kb. 23 ezer km-es) magasságú Föld körüli pályára, 2014. augusztus 21-én, a dél-amerikai Guyana Űrközpont-ból. A műholdakat Németországban, a brémai OHB cégnél építették. A navigációs rádiójeleket előállító fedélzeti berendezések a brit Surrey Satellite Technology vállalatnál készültek. A mostani két űreszköz a Galileo műholdak következő 22-es sorozatába tartozik, amelyekkel immár a rendszer teljes kiépítési (FOC) fázisát kezdték meg.
2016. május 24-én felbocsátották a 13-as és 14-es számú FOC műholdakat Guyana Űrközpontból. A két eszköz egy orosz gyártmányú Szojuz-2.1b hordozórakéta és egy Fregat végfokozat segítségével indult és érte el a kijelölt pályát.
Mindegyik műholdat egy gyerekről neveztek el, akik nyertek az Európai Bizottság rajzversenyén. Egy-egy nyertes lett választva minden tagországból.
| Nr.         | Műhold           | Név      | Gyereknév  | Fellövési dátum | Hordozórakéta        | Küldetési kód | Státusz         |
| ----------- | ---------------- | -------- | ---------- | --------------- | -------------------- | ------------- | --------------- |
| 1           | Galileo-IOV PFM  | GSAT0101 | Thijs      | 2011-10-21      | Sojuz-2-1b Fregat-MT | VS01          | Működő          |
| 2           | Galileo-IOV FM2  | GSAT0102 | Natalia    | 2011-10-21      | Sojuz-2-1b Fregat-MT | VS01          | Működő          |
| 3           | Galileo-IOV FM3  | GSAT0103 | David      | 2012-10-12      | Sojuz-2-1b Fregat-MT | VS03          | Működő          |
| 4           | Galileo-IOV FM4  | GSAT0104 | Sif        | 2012-10-12      | Sojuz-2-1b Fregat-MT | VS03          | Meghibásodott   |
| 5           | Galileo-FOC FM1  | GSAT0201 | Doresa     | 2014-08-22      | Sojuz-2-1b Fregat-MT | VS09          | Bejáratás alatt |
| 6           | Galileo-FOC FM2  | GSAT0202 | Milena     | 2014-08-22      | Sojuz-2-1b Fregat-MT | VS09          | Bejáratás alatt |
| 7           | Galileo-FOC FM3  | GSAT0203 | Adam       | 2015-03-27      | Sojuz-2-1b Fregat-MT | VS11          | Működő          |
| 8           | Galileo-FOC FM4  | GSAT0204 | Anastasia  | 2015-03-27      | Sojuz-2-1b Fregat-MT | VS11          | Működő          |
| 9           | Galileo-FOC FM5  | GSAT0205 | Alba       | 2015-09-11      | Sojuz-2-1b Fregat-MT | VS12          | Működő          |
| 10          | Galileo-FOC FM6  | GSAT0206 | Oriana     | 2015-09-11      | Sojuz-2-1b Fregat-MT | VS12          | Működő          |
| 11          | Galileo-FOC FM8  | GSAT0208 | Andriana   | 2015-12-17      | Sojuz-2-1b Fregat-MT | VS13          | Működő          |
| 12          | Galileo-FOC FM9  | GSAT0209 | Liene      | 2015-12-17      | Sojuz-2-1b Fregat-MT | VS13          | Működő          |
| 13          | Galileo-FOC FM10 | GSAT0210 | Danielė    | 2016-05-24      | Sojuz-2-1b Fregat-MT | VS15          | Működő          |
| 14          | Galileo-FOC FM11 | GSAT0211 | Alizée     | 2016-05-24      | Sojuz-2-1b Fregat-MT | VS15          | Működő          |
| 15          | Galileo-FOC FM7  | GSAT0207 | Antonianna | 2016-11-17      | Ariane 5 ES          | VA233         | Működő          |
| 16          | Galileo-FOC FM12 | GSAT0212 | Lisa       | 2016-11-17      | Ariane 5 ES          | VA233         | Működő          |
| 17          | Galileo-FOC FM13 | GSAT0213 | Kimberley  | 2016-11-17      | Ariane 5 ES          | VA233         | Működő          |
| 18          | Galileo-FOC FM14 | GSAT0214 | Tijmen     | 2016-11-17      | Ariane 5 ES          | VA233         | Működő          |
| 19          | Galileo-FOC FM15 | GSAT0215 | Nicole     | 2017-12-12      | Ariane 5 ES          | VA240         | Bejáratás alatt |
| 20          | Galileo-FOC FM16 | GSAT0216 | Zofia      | 2017-12-12      | Ariane 5 ES          | VA240         | Bejáratás alatt |
| 21          | Galileo-FOC FM17 | GSAT0217 | Alexandre  | 2017-12-12      | Ariane 5 ES          | VA240         | Bejáratás alatt |
| 22          | Galileo-FOC FM18 | GSAT0218 | Irina      | 2017-12-12      | Ariane 5 ES          | VA240         | Bejáratás alatt |
| 23          | Galileo-FOC FM19 | GSAT0219 | Tara       | 2018-07-25      | Ariane 5 ES          |               |                 |
| 24          | Galileo-FOC FM20 | GSAT0220 | Samuel     | 2018-07-25      | Ariane 5 ES          |               |                 |
| 25          | Galileo-FOC FM21 | GSAT0221 | Anna       | 2018-07-25      | Ariane 5 ES          |               |                 |
| 26          | Galileo-FOC FM22 | GSAT0222 | Ellen      | 2018-07-25      | Ariane 5 ES          |               |                 |
| Tervezettek |                  |          |            |                 |                      |               |                 |
| 27          | Galileo-FOC FM23 | GSAT0223 | Patrick    | 2020            | Ariane-62            |               |                 |
| 28          | Galileo-FOC FM24 | GSAT0224 |            |                 |                      |               |                 |
| 29          | Galileo-FOC FM25 | GSAT0225 |            |                 |                      |               |                 |
| 30          | Galileo-FOC FM26 | GSAT0226 |            |                 |                      |               |                 |

## Eszközök amelyek támogatják
A svájci Ublox egyes moduljai a megfelelő konfigurálás után támogatják Galileo helymeghatározó rendszer használatát, amelyekhez az IOT4 Kft fejlesztett könnyen használatba vehető, különböző méretű és képességű paneleketet. Ezek használhatóak Arduino,Raspberry Pi vagy akár Windows PC-vel is USB csatolón keresztül.A GA-001-es LEA-M8S -t, a GA-002-es MAX-M8 -at és a GA-003 NEO-M8 modult használ.

## Fordítás
- Ez a szócikk részben vagy egészben  a   Galileo (satellitnavigationssystem) című svéd Wikipédia-szócikk fordításán alapul.  Az eredeti cikk szerkesztőit annak laptörténete sorolja fel. Ez a jelzés csupán a megfogalmazás eredetét és a szerzői jogokat jelzi, nem szolgál a cikkben szereplő információk forrásmegjelöléseként. (2011-ből)